# Бам (вулкан)
Вулкан Бам — вулкан, расположенный на одноимённом острове, входящий в состав провинции Восточный Сепик, Папуа — Новая Гвинея.
Бам — стратовулкан, высотой 685 метра, состоящий из двух пиков, наиболее высокий — северо-западный пик. Основная часть вулкана находится под водой. Расположен в 40 километрах к северу от побережья Папуа — Новой Гвинеи.
Вулкан состоит преимущественно из андезита. Первые исторические свидетельства извержения вулкана относятся к 1872 году. С этого времени вулкан извергался более 20 раз. Во время извержения 1874 года немногочисленное местное население покинуло остров. Наиболее сильные извержения зафиксированы в 1907—1908 годах. Последнее крупное извержение произошло в 1960 году. В настоящий период вблизи вулкана действуют горячие источники. Конус вулкана покрыт скудной растительностью, что говорит о его слабой активности в настоящий период.